# ژان-ایو برتلو
ژان-ایو برتلو (به فرانسوی: Jean-Yves Berteloot) (زاده ۲۷ اوت ۱۹۵۸) بازیگر فرانسوی است.
از فیلم‌های معروف او می‌توان به بازی در فیلم آخرت، شن‌های روان، شارل کبیر، دوست‌دخترها و لوئیزا سانفلیچه اشاره کرد.